# 열전 발전기
열전 발전기(thermoelectric generator, TEG, seebeck generator)는 제베크 효과(열전 효과의 일종)라는 현상을 통해 열 유속(온도차)를 직접 전기 에너지로 변환하는 고체 장치이다. 열전 발전기는 열기관과 비슷하게 기능하지만 부피가 덜 차지하며 움직이는 부분이 없다. 그러나 열전 발전기는 가격이 더 비싸며 덜 효율적이다.
열전 발전기는 발전소에서 폐열을 추가적인 전기적 힘으로 변환하기 위해 사용될 수 있으며 자동차에서는 연료 효율을 증가시키기 위해 자동차 열전 발전기(automotive thermoelectric generator, ATG)로 사용이 가능하다. 그 밖의 응용 부분으로는 우주 탐사에 쓰이는 방사성동위원소 열전기 발전기가 있으며 구조가 동일하지만 방사성 동위 원소를 사용하여 필요한 열량차를 만들어낸다는 점에서 차이가 있다.

## 역사
1821년, 토마스 요한 제베크는 2개의 상이한 전도체 간에 형성된 온도 경사(thermal gradient)가 전기를 만들어내는 것을 재발견했다.

## 같이 보기
- 텔루륨화 비스무트
- 발전기
- 에너지 하베스팅
- 스털링 기관
- 열전냉각
- 열전 효과